# 1423 Jose
1423 Jose је астероид главног астероидног појаса са пречником од приближно 26,14 .
Афел астероида је на удаљености од 3,084 астрономских јединица (АЈ) од Сунца, а перихел на 2,634 АЈ.
Ексцентрицитет орбите износи 0,078, инклинација (нагиб) орбите у односу на раван еклиптике 2,906 степени, а орбитални период износи 1766,067 дана (4,835 године).
Апсолутна магнитуда астероида је 10,50 а геометријски албедо 0,163.
Астероид је откривен 28. августа 1936. године.